# Schwarzach bei Kulmbach
Schwarzach bei Kulmbach (amtlich Schwarzach b.Kulmbach; oberfränkisch: Schwardsich) ist ein Gemeindeteil des Marktes Mainleus im Landkreis Kulmbach (Regierungsbezirk Oberfranken). Die Gemarkung Schwarzach bei Kulmbach hat eine Fläche von 5,698 km². Sie ist in 1261 Flurstücke aufgeteilt, die eine durchschnittliche Flurstücksfläche von 4518,45 m² haben. In ihr liegen neben dem namensgebenden Ort die Gemeindeteile Eichberg, Fassoldshof, Rothwind und Schwarzholz bei Rothwind.

## Geografie
Das Pfarrdorf Schwarzach liegt im Obermainischen Hügelland zwischen Lichtenfels und Kulmbach. Der Ort ist ca. 3,4 Kilometer vom Zusammenfluss der beiden Quellflüsse Weißer Main und Roter Main bei Schloss Steinenhausen entfernt und liegt etwa 500 Meter nördlich des Mains. Im Norden befindet sich der Patersberg als südlicher Ausläufer des Frankenwaldes. Im Süden markiert der Görauer Anger den Nordrand der Nördlichen Frankenalb. In einem Kilometer Entfernung liegt nordöstlich die Burg Wernstein.
Der Ort wird vom Zentbach geteilt, der durch den Ortskern fließt und südwestlich in den Main mündet.

## Geschichte
Schwarzach gehört nach der etymologischen Deutung und Entwicklung des Namens zu den ältesten Siedlungen der Gegend am Obermain. Im Zusammenhang mit einer Bamberger Domstiftungsurkunde über Burgkunstadt wurde der Ort im Jahre 1096 zum ersten Mal urkundlich erwähnt: Ein „Bern von Suuarzaha“ wurde bei einem geschäftlichen Vorgang als Zeuge aufgeführt.
Im 16. Jahrhundert lag der Ort an der Grenze, die der Zentbach bildete, zwischen dem Hochstift Bamberg und dem Markgraftum Brandenburg-Kulmbach-Bayreuth.

Seit dem 16. Jahrhundert ist Schwarzach unter der Bezeichnung „Schwartza“ auf Landkarten bezeichnet. Eine Eintragung befindet sich auf einer Geleitstraßenkarte von 1562.

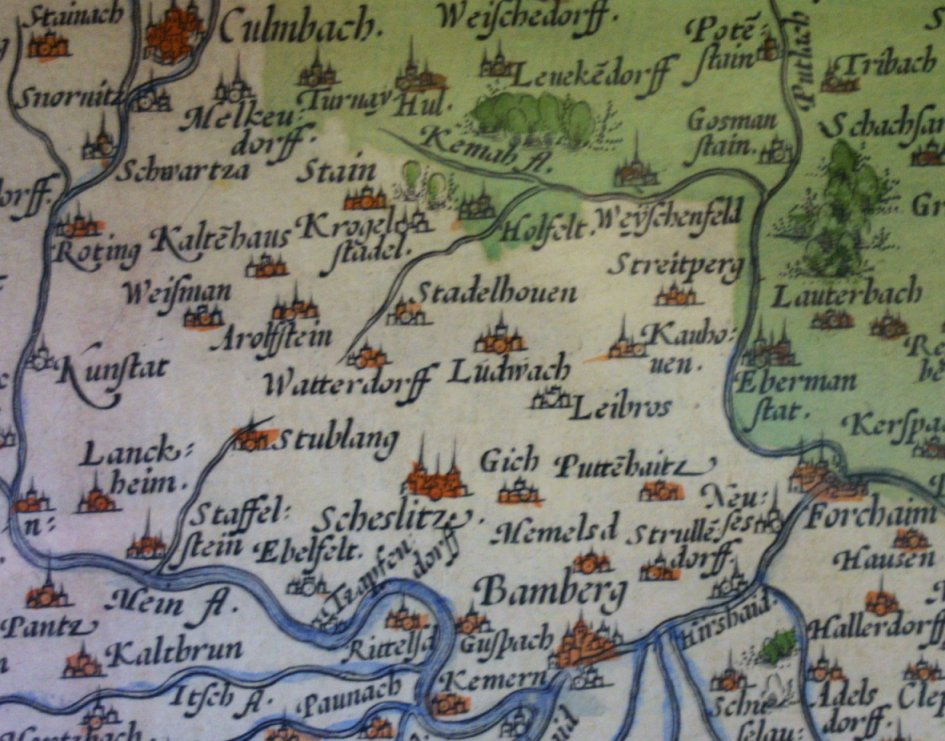
Kartenausschnitt aus dem 16. Jahrhundert. Schwarzach ist unter der Bezeichnung Schwartza links oben abgebildet (Osten ist oben).

### Die Bauernschlacht bei Schwarzach
Ein Gemetzel im Dreißigjährigen Krieg, die Bauernschlacht bei Schwarzach am 21. November 1632, ist im Pfarrarchiv eingehend beschrieben. Vorausgegangen waren Übergriffe des Obristleutnants Reinhold von Rosen, der zeitweise Unterkunft auf Burg Wernstein genommen hatte, auf bambergisches Gebiet. Truppen des Forchheimer Kommandanten Obrist Friedrich von Schletz zogen daraufhin mit ca. 800 Mann das Maintal herauf. Etwa 300 Bauern aus Schwarzach und dem Kulmbacher Umland stellten sich ihnen auf dem Flurstück Röthen, einer Anhöhe östlich des Ortes, entgegen. Die Bauern waren den taktisch versierten Truppen, die ihnen den Rückzug zur Burg Wernstein abschnitten, nicht gewachsen. Etwa 150 Bauern wurden am eigentlichen Kampfplatz niedergestreckt oder über die Felder verfolgt und getötet. Zu diesem Zeitpunkt waren die Wege durch ständigen Regen schwer passierbar; der Main war stark angeschwollen. In Schwarzach wurden 21 Wohnhäuser in Brand gesteckt, die Kirche wurde geplündert.

### Kirchengeschichte
Nach den Forschungen des früheren Schwarzacher Pfarrers Werner Kugler war Altenkunstadt die Mutterpfarrei von Schwarzach. 1290 muss Schwarzach schon eine eigene Pfarrei gewesen sein, da der Nachbarort Veitlahm als Filialkirche bezeichnet wurde. Die erste direkte Erwähnung der Pfarrei Schwarzach ist im Jahr 1374 in einer Urkunde des Propstes Herbord von St. Severi in Erfurt enthalten.
Im Jahr 1530 schloss sich der Markgraf von Brandenburg, in dessen Einflussbereich Schwarzach lag, der Reformation an. Ein sicheres Anzeichen für die Einführung der Reformation in Schwarzach ergibt sich aus einem Beleg von 1539.
Die Kirchenbücher von Schwarzach sind seit 1579 vollständig vorhanden, ohne Verluste im Dreißigjährigen Krieg oder in den beiden Weltkriegen.
Mainleus, das ein Sprengel der Pfarrei Schwarzach war, wurde 1959 selbständige Kirchengemeinde.

### Eingemeindung
Im Zuge der Gebietsreform in Bayern wurden die Gemeinden Schwarzach bei Kulmbach und Schmeilsdorf mit Wirkung vom 1. April 1971 zur neuen Gemeinde Schwarzach bei Kulmbach zusammengelegt. Am 1. Januar 1978 wurde Schwarzach bei Kulmbach in die Gemeinde Mainleus eingegliedert.

### Einwohnerentwicklung
| Jahr | Einwohnerzahl |
| ---- | ------------- |
| 1961 | 518           |
| 1970 | 506           |
| 1978 | 475           |
| 1987 | 428           |
| 2000 | 417           |
| 2005 | 483           |
| 2010 | 455           |
| 2015 | 427           |
| 2020 | 442           |

## Baudenkmäler

### Kirche St. Johannis

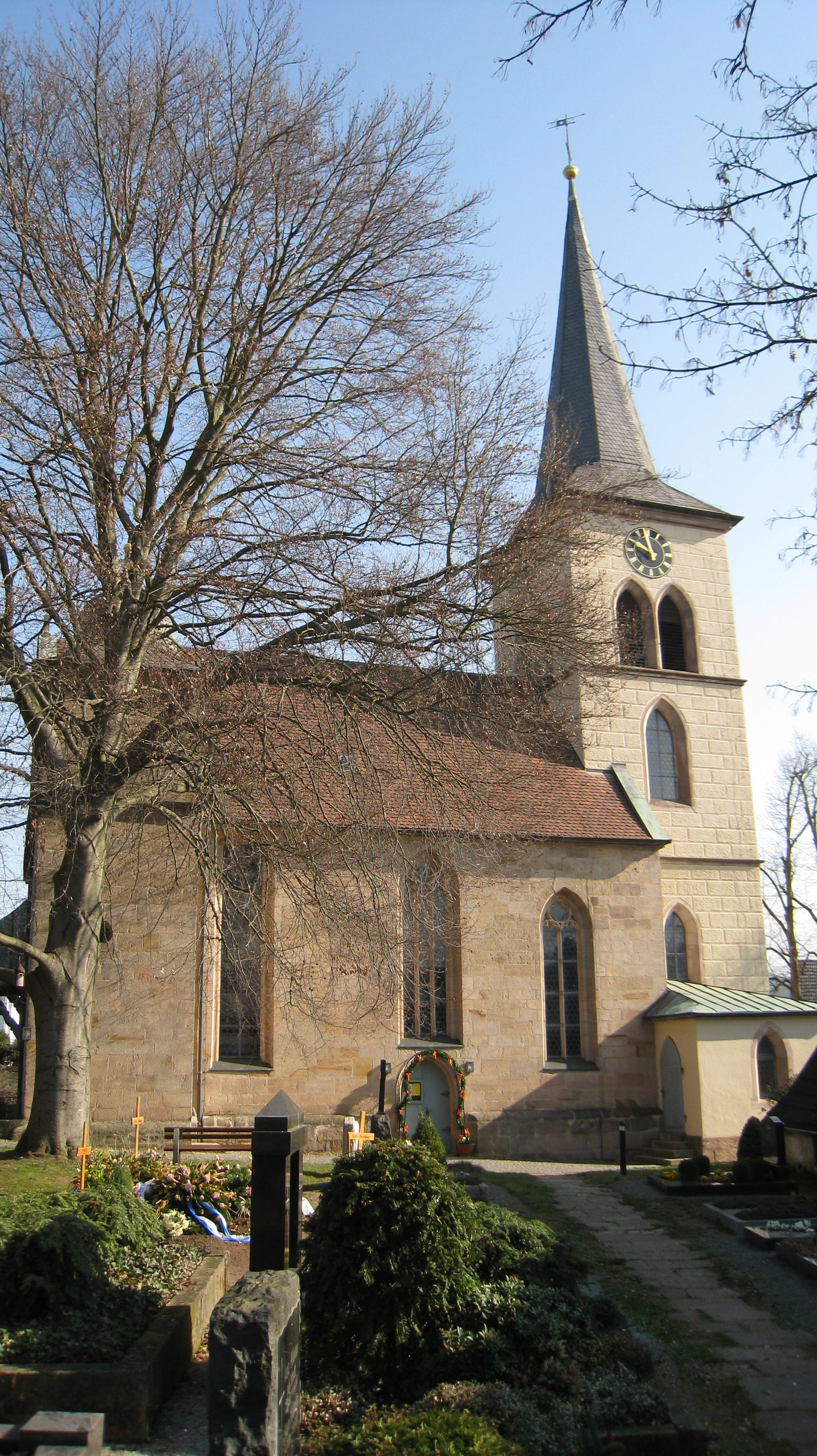
Kirche St. Johannis

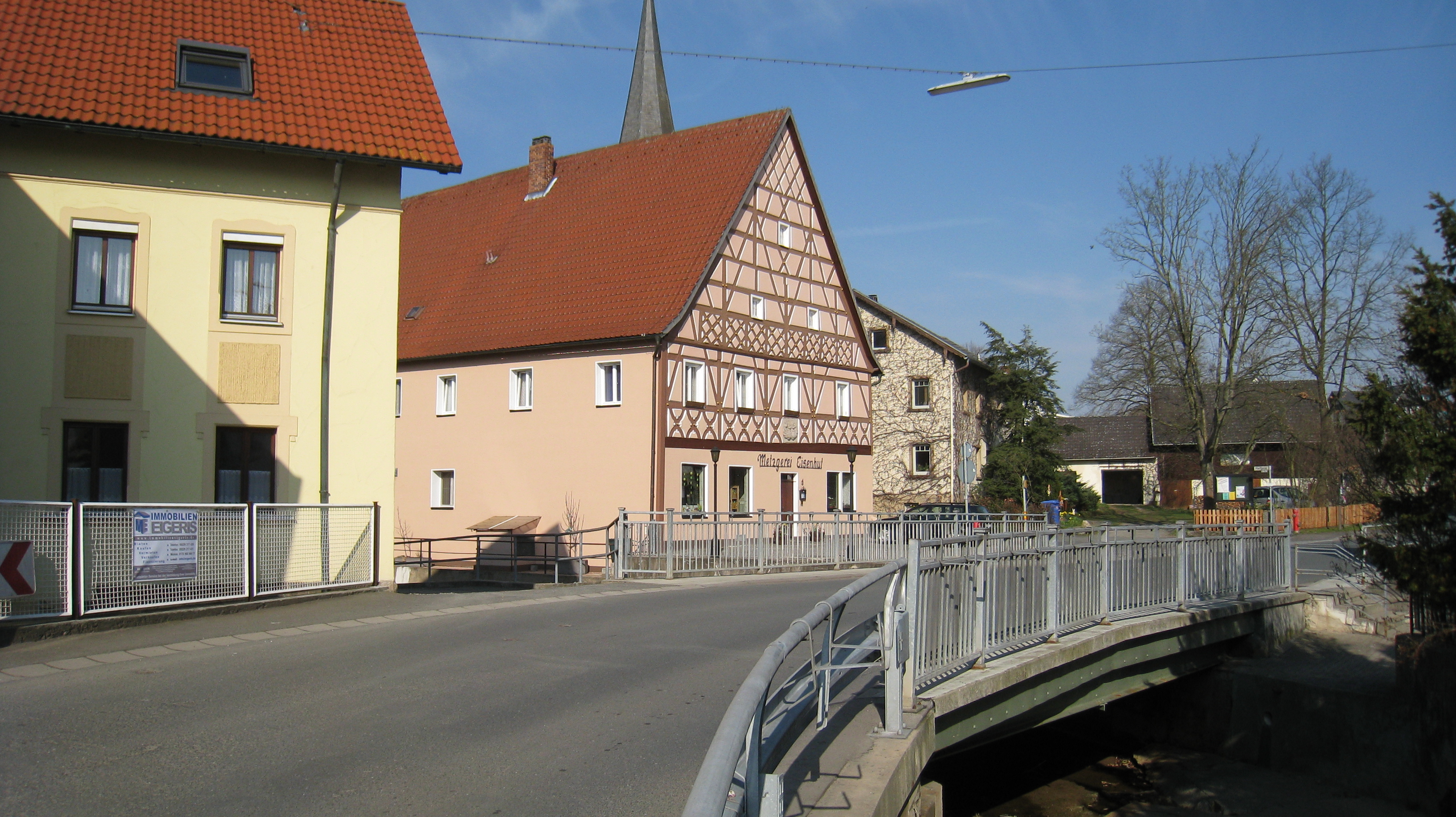
Fachwerkhaus aus dem 16. Jahrhundert und Brücke über den Zentbach

Die Pfarrkirche liegt inmitten des Friedhofes, wobei die Turmfront von den Häusern am südwestlichen Teil des Ortes eng umstellt ist. Der heutige Bau wurde von 1610 bis 1612 an Stelle einer mittelalterlichen Vorgängerkirche errichtet. Eine Inschrift am südlichen Treppenturm weist auf die Erbauung der Kirche im Jahre 1612 durch Georg von Künßberg hin. Der neugotische Turm erhebt sich über einem rechteckigen Langhaus. 
Von den 31 Votivtafeln mit in Öl auf Holz gemalten Szenen aus dem Leben Christi an der Doppelempore trägt eine die Jahreszahl „1671“ und das Signum „C.S.“ Diese Initialen werden dem Bildschnitzer und Maler Conrad Sauermann aus Strössendorf bei Burgkunstadt zugeordnet.
In den Jahren 1893/94 musste der baufällige Turm erneuert werden, wobei sich sein Aussehen wesentlich änderte. Gleichzeitig wurde das Kircheninnere völlig erneuert. Die bislang letzte Renovierung fand 1974 statt. Im Zuge der Innenerneuerung führte das Landesamt für Denkmalpflege eine Untersuchung der Kulturschichten im Innenbereich der Kirche durch. Dabei wurden Fundamente eines etwas kleineren romanischen Vorgängerbaus entdeckt. Außerdem fand man in der Südostecke der Kirche Keramikreste, die in die Zeit von etwa 800 bis 1000 nach Christus datiert wurden. Münzfunde stammen aus der Zeit ab dem 14. Jahrhundert.

## Wirtschaft und Infrastruktur

### Textil- und Brauhandwerk
Im Jahr 1836 gründete der Gutsbesitzer Johann Opp eine Färberei. Der das Ortsbild in enger Nachbarschaft des Kirchturms prägende 42 Meter hohe Kamin wurde im Jahr 1917 errichtet. 1916 übernahm Johann Wagner und 1920 Adolf Geyer den Betrieb. Der Färbereibetrieb endete 2013. Ein Nebengebäude wird von der Brauerei BELE Bierwerkstatt (gegründet 2020) genutzt.

### Verkehr
Zwischen dem Ort und dem Main verläuft die Eisenbahnlinie der ehemaligen Ludwig-Süd-Nord-Bahn. Haltestellen befinden sich in Mainroth (westlich) und Mainleus (östlich).
Die Bundesstraße 289 umgeht auf der Verbindung zwischen Kulmbach und Lichtenfels den Ort.